# Ni una menos
Ni una menos es una consigna que dio nombre a un movimiento feminista surgido en Argentina en 2015, que posteriormente se expandiría a gran escala hacia varios países de Hispanoamérica y otras regiones del mundo. Es un colectivo de protesta que reúne a un conjunto de voluntades feministas, pero también es un lema y un movimiento social que se opone a la violencia contra la mujer y las disidencias y su consecuencia más grave y visible, el feminicidio y el trans/travesticidio. 
La marcha denominada Ni una menos se realizó por primera vez el 3 de junio de 2015 en ochenta ciudades de Argentina. Las manifestaciones se repitieron el 3 de junio y el 19 de octubre de 2016. En el país, hasta 2016 en promedio se cometía un femicidio cada 30 horas, en 2017 este promedio se elevó a que se cometa un femicidio cada 18 horas. También se volvieron a concentrar en el 2017, siendo el año con más concurrentes.
El movimiento también se ha extendido a otros países de Latinoamérica, Europa y Asia, entre ellos Uruguay, el 3 de junio de 2015; México, el 5 de junio de 2015; Ecuador, el 30 de julio de 2015; Perú, el 13 de agosto de 2016; Bolivia, el 18 de octubre de ese mismo año; en Colombia y Venezuela, el 19 de octubre; Nicaragua, Chile, el 21 de octubre; Italia, Francia, Turquía, Alemania, Suiza, Canadá, Estados Unidos, China, Holanda, Bélgica etc y posteriormente en Puerto Rico, a través del Paro de Mujeres convocado por la Colectiva Feminista en Construcción el 8 de marzo de 2017, en Paraguay, el 20 de diciembre de 2017; Guatemala, Costa Rica, Honduras, Bolivia, República Dominicana y España, —cuya primera manifestación contra las violencias hacia las mujeres fue en noviembre de 2015 —, e Italia el 8 de marzo de 2018, entre otros países.

## Orígenes y contexto
En 1995, la poeta Susana Chávez introdujo la frase «Ni una mujer menos, ni una muerte más» para protestar por los feminicidios en Ciudad Juárez. En 2011, la poetisa fue una víctima de femicidio. Vanina Escales, comunicadora y activista, propuso «Ni una menos» para llamar a la maratón de lectura del 26 de marzo de 2015 y el nombre se mantuvo para la movilización del 3 de junio de 2015.
En Argentina no existían estadísticas oficiales sobre femicidios ni violencia de género. Sin embargo, existían relevamientos no oficiales, utilizando los medios de comunicación masivos. El más importante de ellos, por ser de carácter nacional, es el realizado por el Observatorio de Femicidios en Argentina, creado en 2009 y nombrado en honor a Marisel Zambrano, perteneciente a la organización no gubernamental «La Casa del Encuentro», dicha ONG ya había realizado el primer Informe de Femicidios en Argentina en 2008. Mediante el mismo se pudo conocer que entre el año de su creación y el 2014 hubo, al menos, 1808 femicidios.
En el año 2009, se sancionó la Ley 26.485 («Protección integral para prevenir, sancionar y erradicar la violencia contra las mujeres en los ámbitos en que desarrollen sus relaciones interpersonales») que amplió en el país la definición de «violencia contra las mujeres»
En 2014 se produjeron en el país, según estas estadísticas no oficiales ni completas, al menos 277 femicidios, a razón de 1 cada 30 horas. En los primeros meses de 2015 se dio un crecimiento de la cantidad de femicidios con respecto al año anterior. Durante ese tiempo hubo varios casos que tuvieron cobertura en los medios, como los casos de Melina Romero, que fue revictimizada por la cobertura mediática de su caso; Natalia Rocha; Paola Rodríguez; Mariana Llamazare; Agustina Salinas; entre otras.
Entre el 2008 y 2015 se registró un aumento de los femicidios del 38%, de 208 a 286 anualmente - aunque la tendencia se detuvo luego de llegar a 282 en el 2011. El número de femicidios se redujo a 251 en el 2017, la cifra más baja desde el 2009.
El acontecimiento considerado por muchos como el inicio del movimiento es el asesinato de Chiara Páez, de 14 años, el 9 de mayo de 2015. Páez estaba embarazada y había decidido decirle al padre, Manuel Mansilla, de 16 años, que quería quedarse con el bebé. Mansilla la mató y enterró el cuerpo bajo la casa de sus abuelos. El cuerpo de Paéz fue encontrado al día siguiente y Mansilla confesó haberla matado.

## Maratón de lectura
El 16 de marzo de 2015, se conoció el hallazgo del cuerpo de Daiana García, desaparecida 5 días antes, semidesnuda, con una media en la boca dentro de una bolsa de basura. Esta noticia provocó conmoción en la sociedad. El día de su desaparición se cumplían diez años de la desaparición de la estudiante neuquina, Florencia Pennacchi, cuando salió de su casa en Palermo.
A partir de esto, un grupo de mujeres, escritoras, periodistas, activistas, artistas, estudiantes, convocaron a maratón de lectura con el objetivo de visibilizar la problemática y reclamar un freno al contador de mujeres muertas, para el 26 de marzo de 2015 contra el femicidio en la plaza Boris Spivacow, en Buenos Aires.

## Marcha del 3 de junio de 2015
El 10 de mayo de 2015, fue encontrado el cuerpo de Chiara Páez, una adolescente de 14 años, en Rufino, en Santa Fe. Páez, que se encontraba embarazada en aquel momento, había sido asesinada por su novio. Este hecho movió a las organizadoras a realizar otra convocatoria. Esta vez, una concentración frente al Congreso, en el centro de la ciudad de Buenos Aires.
La convocatoria tuvo la adhesión de numerosos grupos feministas y organizaciones sociales, fue difundida en redes sociales, revistas femeninas y en los diarios más importantes del país, y fue apoyada por todo tipo de personas indistintamente de su género.
Al principio se trataba de un movimiento local, pero el tema rápidamente se viralizó por las redes sociales y tomó trascendencia internacional. Numerosas figuras públicas adhirieron, incluyendo jugadores de fútbol, actores, artistas, periodistas, deportistas, dirigentes políticos, ONG, y sindicatos.

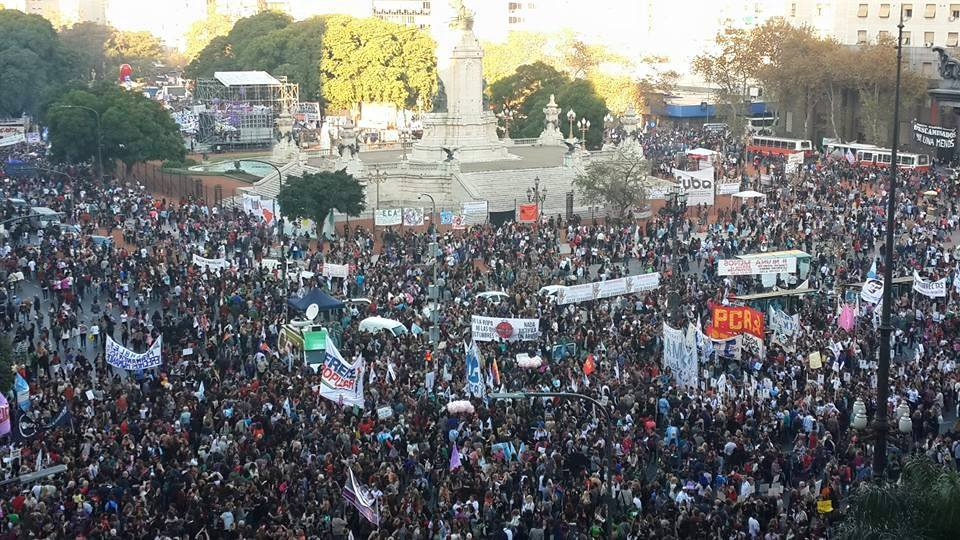
Primera marcha #NiUnaMenos en Buenos Aires. Vista Plaza de los Dos Congresos.

La marcha tuvo lugar el 3 de junio de 2015 con la consigna «Ni Una Menos» y teniendo como principal punto de encuentro la plaza del Congreso en Buenos Aires, y repercutió en varias ciudades de Argentina. A la misma asistieron más de 300.000 personas apoyadas por grupos de derechos de las mujeres, sindicatos, organizaciones políticas y sociales.

### Demandas
En el acto central de la marcha, frente al Congreso, Maitena, Erica Rivas y Juan Minujin leyeron un documento sobre la violencia machista y con los pedidos que se hacían al Estado:

1. Instrumentación en su totalidad y con la asignación de presupuesto acorde de la LEY n.º 26.485 “Ley de Protección Integral para Prevenir, Sancionar y Erradicar la Violencia contra las Mujeres en los ámbitos en que desarrollen sus relaciones interpersonales”. Puesta en marcha del Plan Nacional que allí se establece.
2. Recopilación y publicación de estadísticas oficiales sobre violencia hacia las mujeres incluyendo los índices de femicidios.
3. Apertura y funcionamiento pleno de Oficinas de Violencia Doméstica de la Corte Suprema de Justicia en todas las provincias, con el objeto de agilizar las medidas cautelares de protección. Federalización de la línea 137.
4. Garantías para la protección de las víctimas de violencia. Implementación del monitoreo electrónico de los victimarios para asegurar que no violen las restricciones de acercamiento que impone la Justicia.
5. Garantías para el acceso de las víctimas a la Justicia. Atención de personal capacitado para recibir las denuncias en cada fiscalía y cada comisaría. Vinculación de las causas de los fueros civil y penal. Patrocinio jurídico gratuito para las víctimas durante todo el proceso judicial.
6. Garantías para el cumplimiento del derecho de la niñez con un patrocinio jurídico especializado y capacitado en la temática.
7. Creación de más Hogares/Refugio en la emergencia, Hogares de Día para víctimas, y subsidio habitacional, con una asistencia interdisciplinaria desde una perspectiva de género.
8. Incorporación y profundización en todas las currículas educativas de los diferentes niveles de la educación sexual integral con perspectiva de género, la temática de la violencia machista y dictado de talleres para prevenir noviazgos violentos.
9. Capacitaciones obligatorias en la temática de violencia machista al personal del Estado, a los agentes de seguridad y a los operadores judiciales, así como a profesionales que trabajan con la temática de violencia en diferentes dependencias oficiales de todo el país.

Todas las medidas requieren creación de instancias de monitoreo y seguimiento para su puesta en práctica y funcionamiento efectivo.

### Consecuencias
La jueza Elena Highton de Nolasco anunció que la Corte Suprema de Justicia de la Nación establecería un registro de feminicidios. Tiempo después, el registro ha sido criticado porque en el mismo no se contabilizan los casos en que el autor se suicida, ya que no se realiza la causa penal.
A partir del pedido realizado en la marcha, se presentó el proyecto de ley, sancionada el 24 de noviembre de 2015, que dispone la creación del Cuerpo de Abogadas y Abogados para Víctimas de Violencia de Género (Ley n° 27.210).
Los logros de este movimiento en los cambios de feminicidios anuales en Argentina desde el establecimiento de financiación estatal son:
- Desde el 3 de junio del 2015 hasta el 31 de diciembre del 2015: 131 femicidios (1 femicidio cada 36 horas)
- Desde el 1 de enero del 2016 hasta el 31 de diciembre del 2016: 289 femicidios (1 femicidio cada 27 horas)
- Desde el 1 de enero del 2017 hasta el 31 de diciembre del 2017: 277 femicidios (1 femicidio cada 29 horas)
- Desde el 1 de enero del 2018 hasta el 31 de diciembre del 2018: 289 femicidios (1 femicidio cada 28 horas)
- Desde el 1 de enero del 2019 hasta el 31 de diciembre del 2019: 327 femicidios (1 femicidio cada 26 horas)

Desde el establecimiento nacional del registro de femicidios en el 2015, el aumento de femicidios por hora es del 34%
Algunos críticos interpretan que las propuestas del movimiento feminista #NiUnaMenos no está ayudando a bajar los femicidios, ya sea porque el feminismo no está capacitado para resolver el problema o porque no se están atacando las causas reales de dichos asesinatos. Por otro lado, los movimientos feministas insisten en responsabilizar al Estado por ser ineficaz tanto desde lo político como desde lo jurídico por las violencias contra las mujeres. Funcionarias y legisladoras feministas aportan diferentes perspectivas de por qué no están disminuyendo los femicidios en Argentina.

## Marcha Ni Una Menos en Tucumán
El 3 de junio de 2015 se realizó en Tucumán la marcha bajo la consigna Ni Una Menos por el femicidio de Chiara Páez. Congregó alrededor de 7000 personas. Familiares de mujeres víctimas del femicidio tomaron la palabra, entre ellos Alberto Lebbos, padre de Paulina Lebbos víctima de femicidio en 2006.
Como en todo el país, la marcha se repite año a año. En 2016 se sumó la consigna Libertad para Belén, el caso de una joven que fue condenada por un aborto espontáneo y luego absuelta ante la revisión del proceso penal y el acompañamiento de las organizaciones feministas. El caso sentó un presendente en el debate por el aborto en Argentina. 

## Símbolos

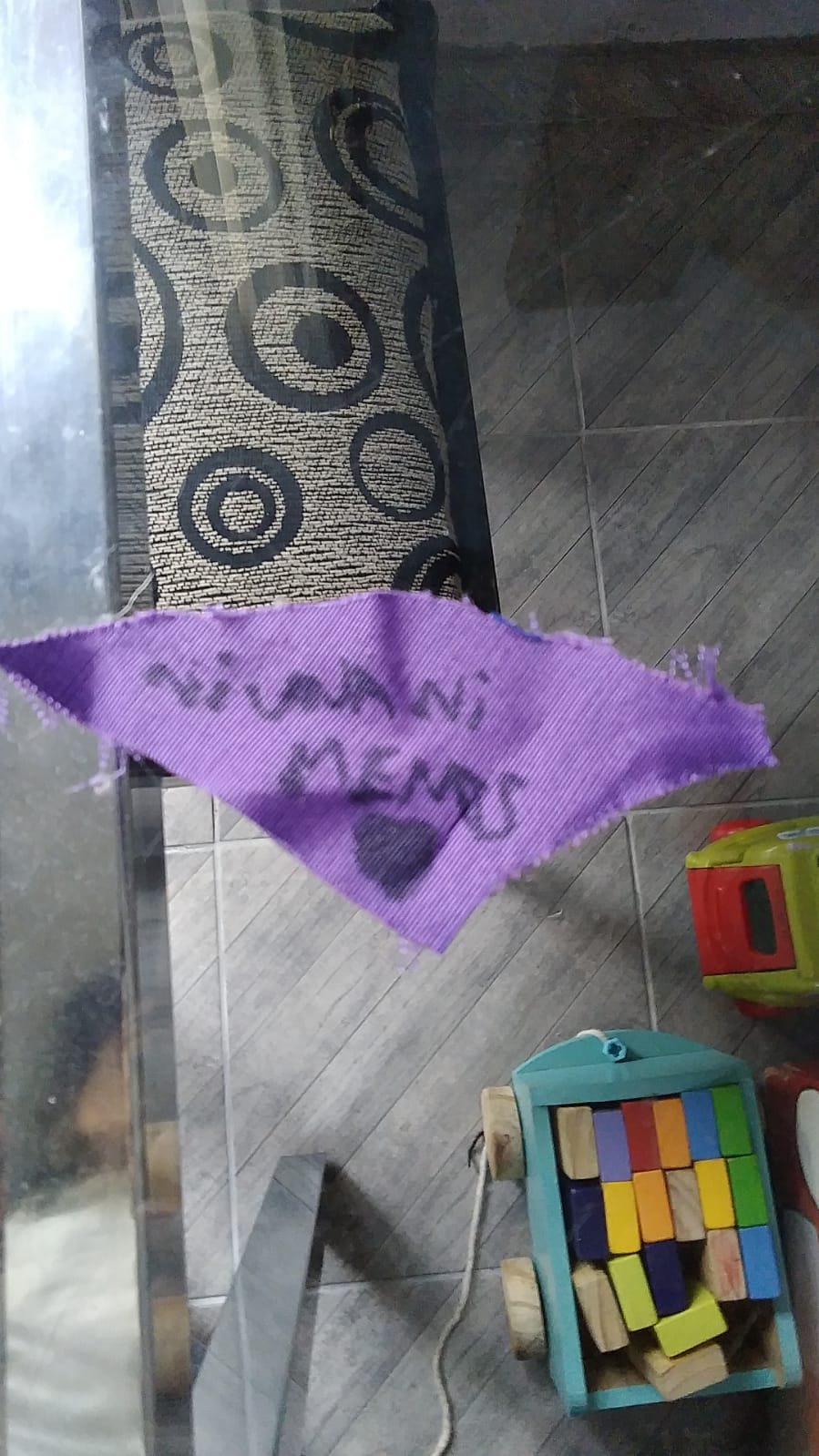
Banderín Ni una menos realizado por una niña en Argentina.

Uno de los símbolos del movimiento es el hashtag #niunamenos, así como también el color violeta que simboliza el feminismo. En el transcurso del tiempo, el #niUnaMenos se extendió a otros movimientos como la Campaña Nacional por el Aborto Legal, Seguro y Gratuito y muchas participantes utilizaron el pañuelo verde como símbolo también del movimiento #niunamenos.

## Feminismo antipunitivista
El feminismo antipunitivista también se encuentra en Ni Una Menos, que se ve en la forma en que son muy críticos con el sistema legal en Argentina, que creen que no protege a las mujeres, más bien lo contrario. Ni Una Menos describe en su página web cómo el sistema frustra sistemáticamente su lucha por una sociedad en la que las mujeres estén más liberadas que es el caso el día de hoy.

## Alianzas y adversarios
El grupo se ha extendido, no solo en Argentina, sino paulatinamente en la mayoría de los continentes, lo que naturalmente trae consigo una serie de amigos y adversarios. 
En las páginas web de Amnistía Internacional y ONU Mujeres, por ejemplo, se vende mercancía en apoyo del grupo y se comparten exposiciones y vídeos en su favor.
Por otro lado, están todas las personas y símbolos que el grupo describe como sus problemas y o adversarios, como el estado argentino, el machismo, las normas culturales y la violencia de género.

## Marchas posteriores en Argentina

### Marcha del 3 de junio de 2016

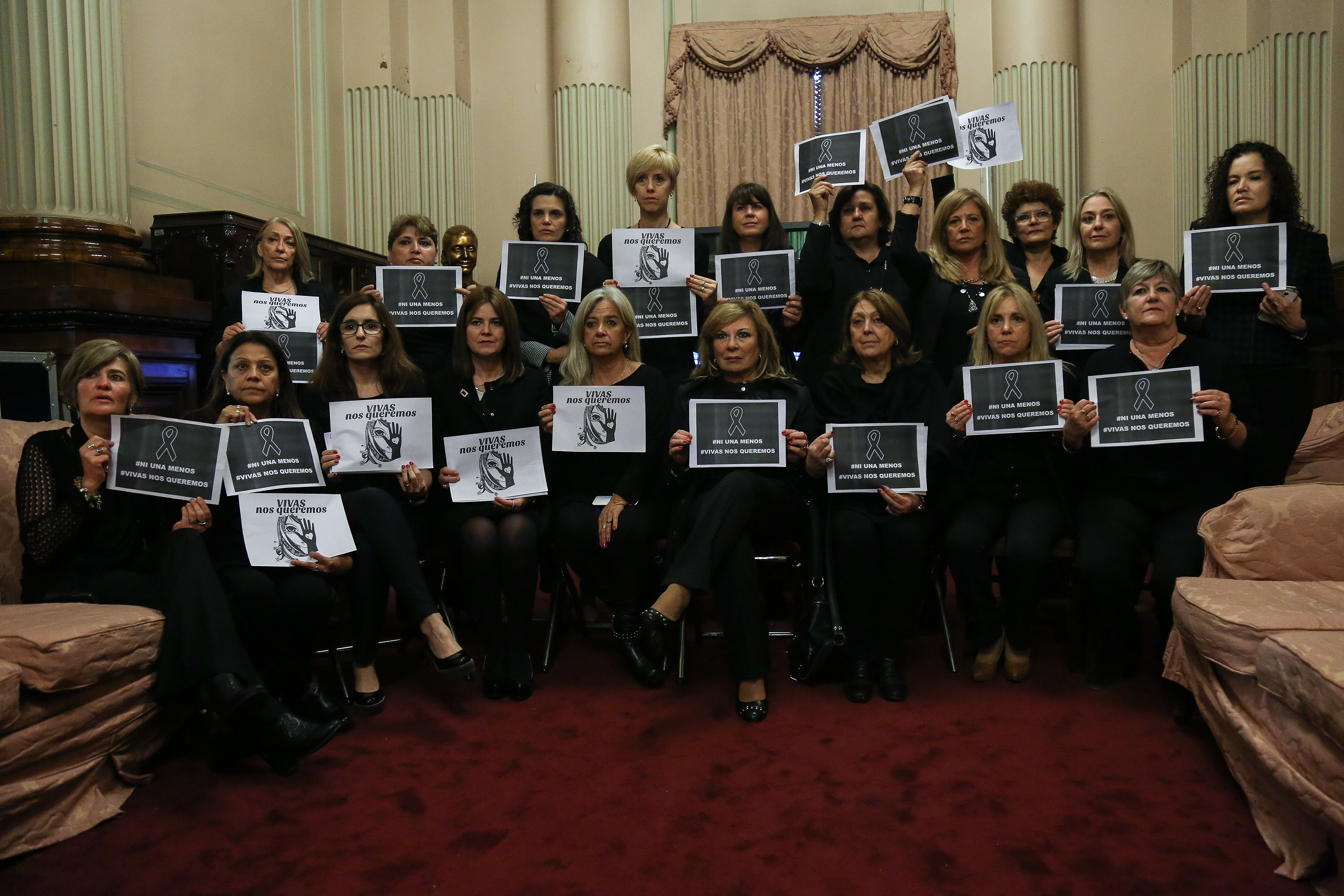
Senadoras argentinas adhieren a la campaña #Vivasnosqueremos.

En mayo de 2016, el colectivo convocó a otra movilización al cumplirse un año de la previa convocatoria. Esta convocatoria se realizó con una nueva consigna, «vivas nos queremos».
En esta oportunidad, en la convocatoria, se dieron razones puntuales para la movilización. Entre ellas se encontraban: la asunción de Mauricio Macri, acusándolo de haber cerrado observatorios y programas de protección a las víctimas de violencia de género, de haber intentado modificar la Ley de Educación Sexual Integral, de no haber reglamentado la Ley de patrocinio gratuito (creada a partir de la anterior convocatoria); la condena a 8 años de prisión de Belén, acusada de haberse inducido un aborto; la represión en la marcha del Encuentro Nacional de Mujeres en Mar del Plata en octubre de 2015; el travesticidio de la dirigente Diana Sacayán; y la Detención de Milagro Sala.
A la convocatoria se adhirieron organizaciones de mujeres, de diversidad y de derechos humanos, los gremios, los sindicatos y casi todo el arco de los partidos políticos, con la excepción del macrismo.
La marcha tuvo lugar el 3 de junio de 2016 y, como en su versión anterior, tuvo como principal punto de encuentro la plaza del Congreso en Buenos Aires y repercutió en varias ciudades de Argentina. Se calculó que asistieron 200.000 personas.

### Marcha del 3 de junio de 2017

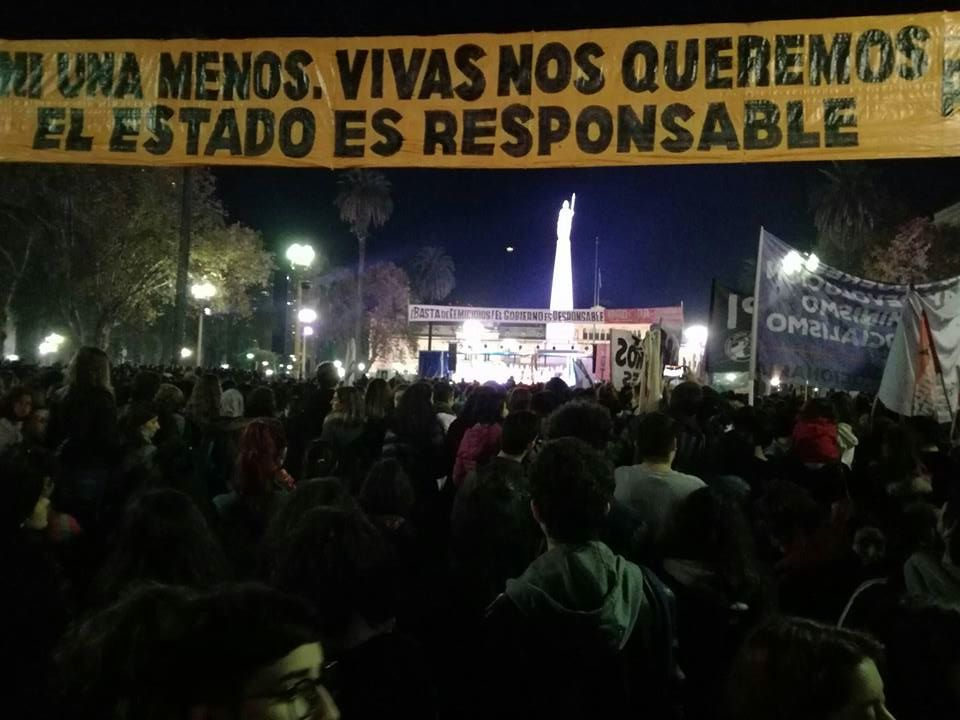
Marcha #NiUnaMenos en Buenos Aires el 3 de junio de 2017

El 3 de junio de 2017 la organización Ni Una Menos organizó la tercera marcha consecutiva, esta vez bajo la consigna «Basta de femicidios, el gobierno es responsable».
El acto central se realizó en Buenos Aires, con una marcha hacia la plaza de Mayo, frente a la Presidencia de la Nación, reclamando contra el aumento de la violencia machista en el último año, en el que se registró un 8% más de feminicidios. Nora Cortiñas, presidenta de Madres de Plaza de Mayo Línea Fundadora y la periodista Liliana Daunes leyeron el documento elaborado colectivamente por las agrupaciones organizadoras, pidiendo "basta de violencia machista y complicidad estatal".
El movimiento reclamó la libertad de Milagro Sala y los once presos políticos de la Organización Barrial Túpac Amaru, señalando que "la mayoría son mujeres", así como de Higui, detenida por defenderse de una violación realizada con la intención de "corregir" su orientación lesbiana.
El movimiento reclamó también contra el nuevo ciclo de endeudamiento externo, de 77.000 millones de dólares, por "empobrecer sobre todo a las mujeres y a nuestros hijos", aumentando la fragilidad y la violencia; así como la despenalización inmediata del aborto.
Además de Buenos Aires, se realizaron marchas multitudinarias en más de ochenta ciudades argentinas y en Montevideo.

### Marcha del 4 de junio de 2018

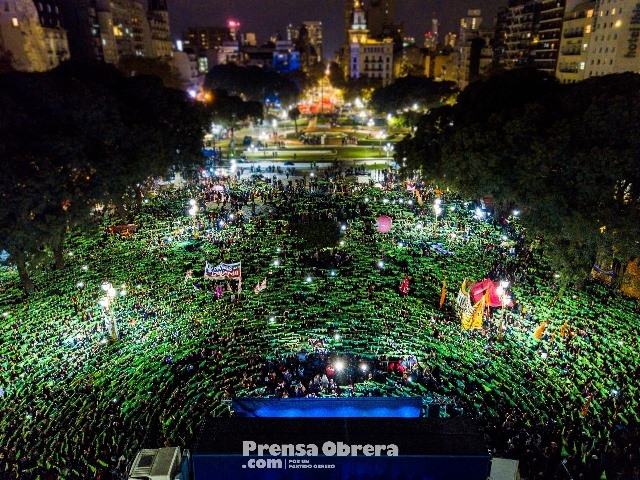
Panorámica de la movilización Ni una Menos en la Plaza del Congreso en Buenos Aires, 4 de junio de 2018.

El 4 de junio de 2018 una movilización de 150 000 personas, en un día de fuertes lluvias, se movilizaron desde plaza de Mayo hasta la plaza del Congreso bajo la consigna «Sin aborto legal no hay Ni una Menos. No al pacto de Macri con el FMI».
El eje principal fue el reclamo por la despenalización del aborto, exigiendo ni una mujer menos por abortos clandestinos. Además se expresó el rechazo al FMI y a las políticas de ajuste, el apoyo a los trabajadoras y trabajadores de todo el país y la exigencia de medidas concretas contra la violencia machista.

### Marcha del 3 de junio de 2019
El 3 de junio de 2019, el colectivo Ni Una Menos organizó la quinta marcha consecutiva bajo el lema «Ni Una Menos por violencias sexistas, económicas, racistas, clasistas a las identidades vulneradas. Aborto legal ya y abajo el ajuste del gobierno y el FMI»

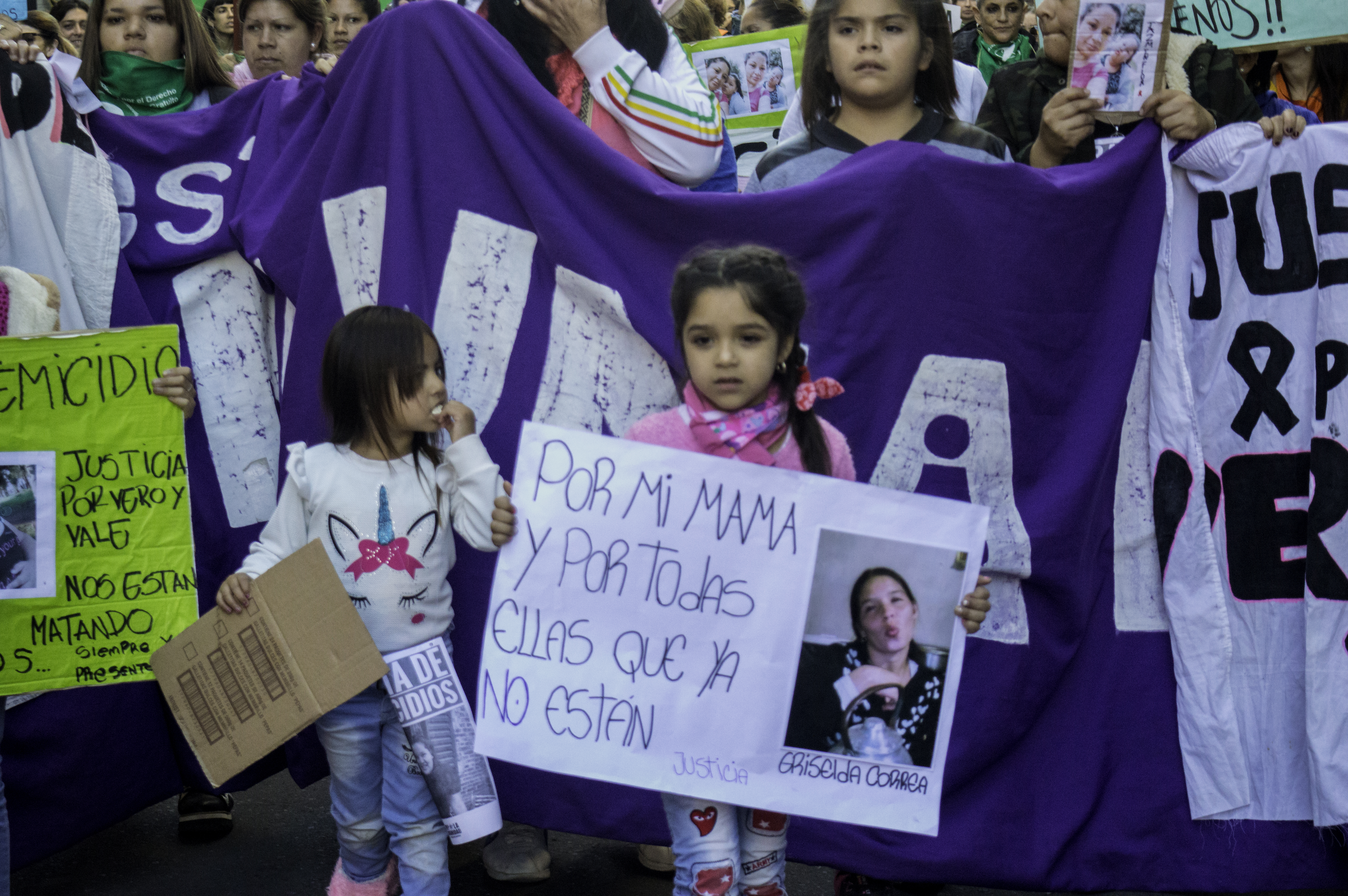
Ni una menos Santa Fe

El acto central se realizó en la ciudad de Buenos Aires, con una marcha desde el Congreso de la Nación hasta plaza de Mayo. En el marco de la movilización, la organización La Casa del Encuentro publicó un informe donde afirma que en los últimos 11 años, en Argentina, se produjo un femicidio cada 32hs
El movimiento reclamó terminar con la violencia económica, sexista, racista y clasista contra las mujeres, lesbianas, travestis, trans, bisexuales, no binaries; la aprobación del proyecto de ley de Interrupción Voluntaria del Embarazo presentado por la Campaña Nacional por el Derecho al Aborto Legal, Seguro y Gratuito; finalizar el endeudamiento, ajuste y precarización; libertad a las presas políticas; terminar con la justicia patriarcal, machista, racista, clasista.

### Marcha del 3 de junio de 2022
La marcha se volvió a realizar en 2022 tras dos años de interrupción por la pandemia de COVID-19.

### Marcha del 3 de junio de 2023
El 3 de junio de 2023, nuevamente miles de mujeres se movilizaron en todo el país en Argentina y en CABA frente al Congreso de la Nación en la octava marcha, con la consigna "¡Vivas, libres y desendeudadas nos queremos! El Estado es responsable."

### Marcha del 3 de junio de 2024

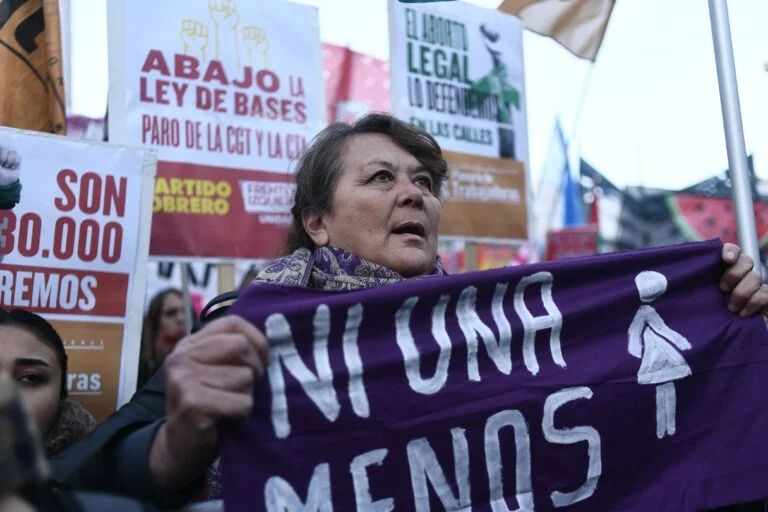
Manifestantes en Ni una menos en Buenos Aires en 2024

El 3 de junio de 2024, se llevó a cabo una nueva convocatoria del Ni Una Menos con su acto principal a las 18 hs aproximadamente en la plaza del Congreso y en distintas ciudades del país. Entre los reclamos  y consignas, se mencionó la cifra de 127 muertes por femicidios desde enero a mayo, cifras difundidas el 31 de mayo pasado por el Observatorio de Femicidios de la Asociación Civil La Casa del Encuentro; el señalamiento al gobierno de Javier Milei por el recorte y desfinanciamiento en áreas de prevención, protección y acompañamiento de víctimas de violencia de género; y el caso del triple lesbicidio del barrio de Barracas perpetrado el 5 de mayo pasado. El documento en conjunto fue leído por la periodista Liliana Daunes aproximadamente desde las 18:30 a las 19:30 hs. La lectura comenzó con un reconocimiento a la militante de Madres de Plaza de Mayo Línea Fundadora, Nora Cortiñas, quien falleció días atrás. Varias personalidades mostraron su apoyo como Lali Espósito, Dolores Fonzi, Mercedes Morán, Florencia de la V, y Natalia Oreiro, entre otras.

## Paro de mujeres

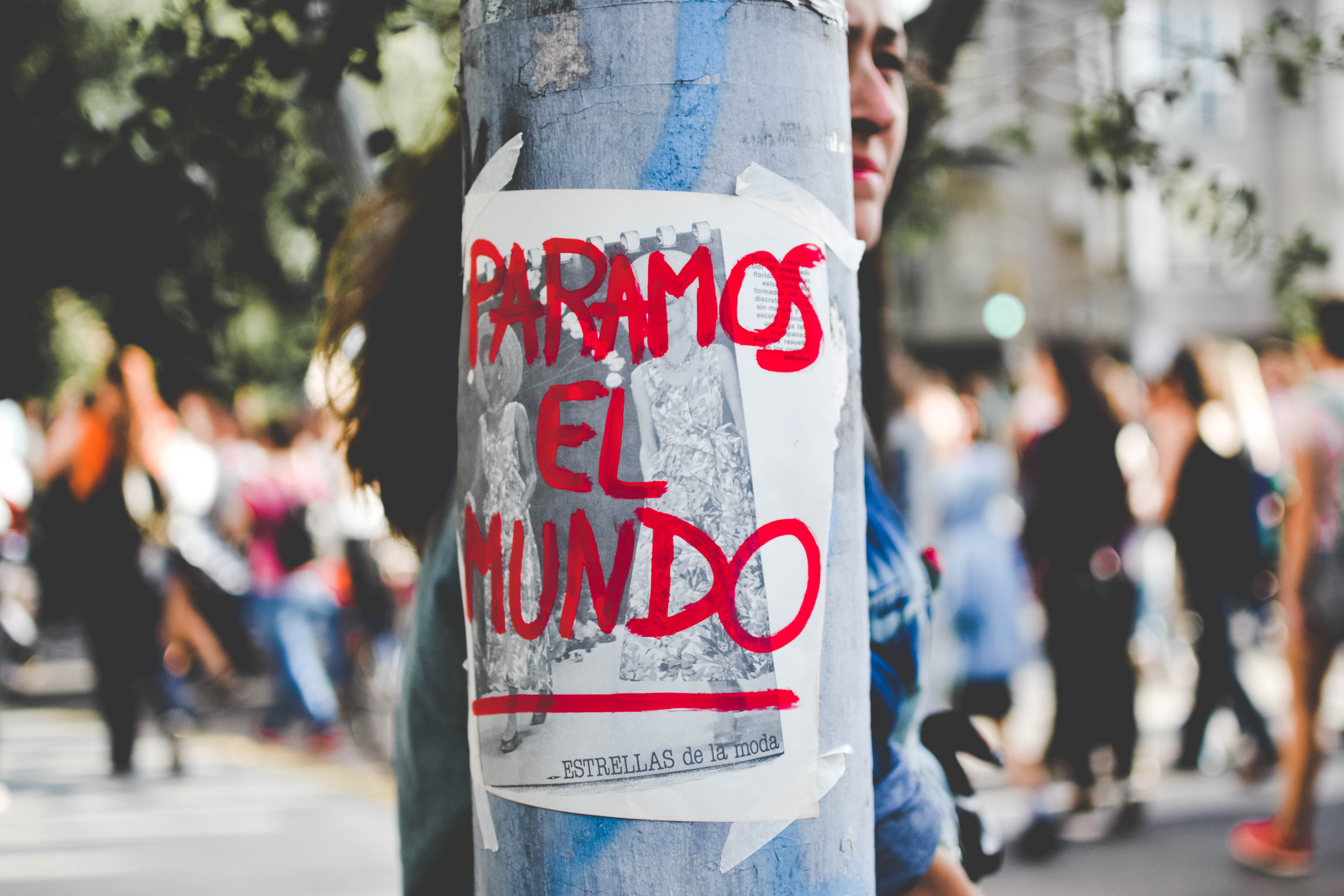
Paro de mujeres

El 19 de octubre de 2016, después de los femicidios ocurridos en las últimas semanas, #NiUnaMenos y otras 50 organizaciones convocaron a una manifestación contra de la violencia de género. La iniciativa planteó, un paro de una hora; y por otro lado, una marcha hacia la plaza de Mayo. El paro se realizó entre las 13:00 y las 14:00 horas de ese día. Miles de mujeres en todo el país suspendieron sus actividades. Muchas se vistieron de negro, siguiendo una consigna que se generó en las redes sociales. A su vez, pasadas las 17:00 hs., una gran cantidad de personas se concentró en el Obelisco y comenzaron a movilizarse hacia la plaza de Mayo, portando carteles en los que pedían el fin de la violencia de género.
El 8 de marzo de 2017 se realizó el primer paro internacional de mujeres. Las mujeres del mundo se unieron y organizaron una medida de fuerza y un grito común.
El 8 de marzo de 2019 se llevó a cabo el segundo paro internacional de mujeres, se realizó en 57 países. La consigna internacional  que se hizo eco en Argentina fue  "Si nuestras vidas no valen, produzcan sin nosotras"
El 8 de marzo de 2019 se realizó el paro internacional feminista plurinacional  de Mujeres, Lesbianas, Travesti y Trans.
El feminismo en Argentina se manifestó contra el ajuste y la violencia machista. La manifestación salió de Congreso a plaza de mayo. El colectivo Ni Una Menos, la Campaña Nacional por el Derecho al Aborto Legal, Seguro y Gratuito y otras organizaciones convocaron, además, al  “acampe feminista contra la indiferencia estatal y las violencias machistas” frente a plaza Congreso que comenzó el 7 de marzo y culminó  3hs antes de la marcha.

## Repercusión en Latinoamérica

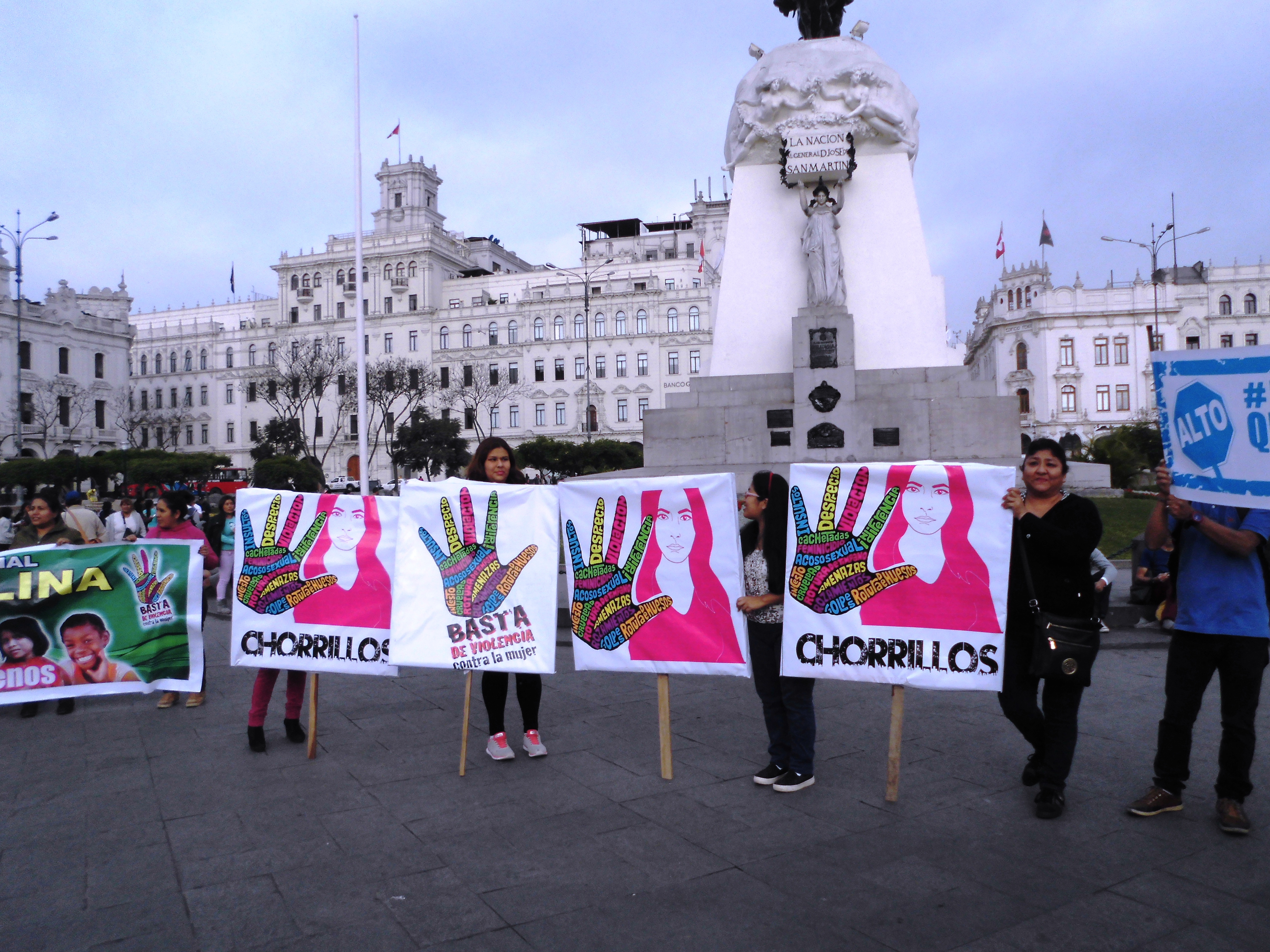
Marcha #NiUnaMenos en Lima.

Además de la movilización en Argentina, se realizaron marchas y concentraciones contra la violencia hacia las mujeres en Chile, Uruguay, Perú y México. En Uruguay se repitió la convocatoria en repudio a la violencia hacia las mujeres, con movilizaciones en más de 15 departamentos, organizadas por colectivos de mujeres y organizaciones sociales locales.

### Chile

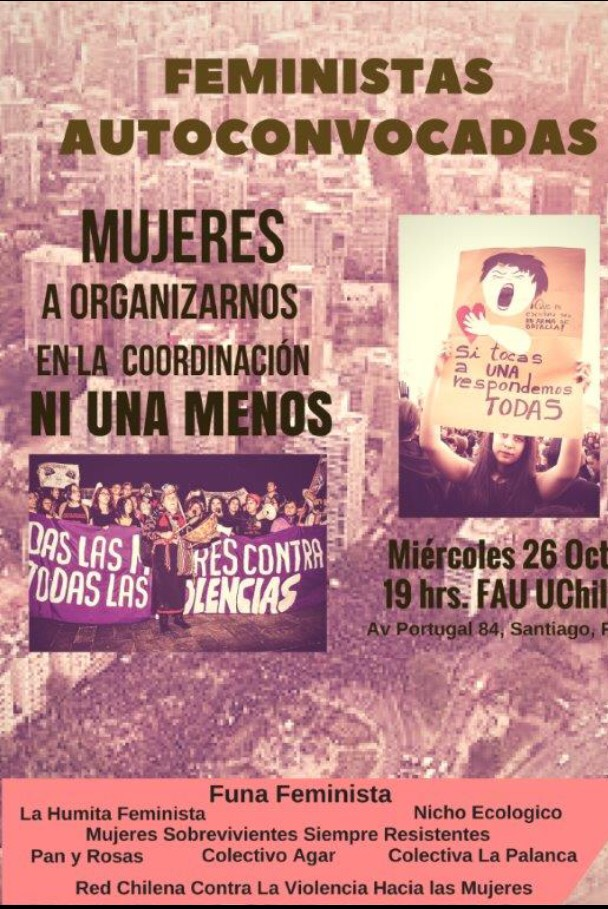
Afiche Primera Asamblea Niunamenos Chile 2016

En Chile la marcha fue convocada por Feministas Autoconvocadas, y por distintas organizaciones feministas. La convocatoria a la manifestación principal se hizo en plaza Italia de la Ciudad de Santiago de Chile y que contó con la autorización de la Intendencia de la Región Metropolitana de Santiago y además se realizó en forma paralela en otras 30 ciudades. Entre las nueve organizaciones que participaron en la primera convocatoria fueron: Funa Feminista, Colectivo Nicho Ecológico, Colectivo Agar, La Humita, La Palanca Colectiva, Red Chilena contra la violencia hacia las mujeres, Mujeres Sobrevivientes Siempre Resistentes y algunas activistas de Pan y Rosas.
Posteriormente se han ido sumando nuevas organizaciones al movimiento feminista en Chile como Feminismo universitario, la Coordinadora 8 de marzo, entre otras.

### México
En la Ciudad de México se realizó una concentración en el Monumento a la Independencia, en el centro de la ciudad, donde agrupaciones de mujeres, feministas y organizaciones de izquierda denunciaron los femicidios y las trágicas cifras de la violencia contra las mujeres en ese país. Participaron también Norma Andrade, fundadora de Nuestras Hijas de Regreso a Casa de Ciudad Juárez. Padres de hijas asesinadas y desaparecidas del Estado de México. El 19 de octubre de 2016, organizaciones feministas convocaron a un paro nacional y una concentración en el Ángel de la Independencia para denunciar femicidios.
El movimiento Ni una menos impactó la causa de las mujeres en México, retroalimentando aquí las demandas por justicia e igualdad de derechos. Después de diferentes manifestaciones locales, y una presión notable desde la comunidad universitaria femenina, colectivos de mujeres en México organizaron dos concentraciones masivas el 12 y el 16 de agosto de 2019 en la capital del país. En el año siguiente, en 2020, se organizó otra protesta masiva el 8 de marzo, Día Internacional de la Mujer, y, un día después, un paro nacional de las mujeres bajo el lema “un día sin nosotras”.
El 6 de mayo de 2021, la CNDH (Comisión Nacional de los Derechos Humanos) firmó un convenio de colaboración con Ni Una Menos México (Asociación Civil Ni Una Menos México Frente Nacional) para dar continuidad, fortalecer y agilizar las acciones de atención y defensa de mujeres en situación de violencia. 
En la firma del convenio estuvieron presentes representantes de diversos colectivos de defensa de derechos humanos y atención a víctimas de toda la República Mexicana.

### Perú
En Perú el 13 de agosto de 2016 se convocó la marcha Ni Una Menos reclamando el cese de la violencia machista en todas sus expresiones. En la marcha participaron el presidente Pedro Pablo Kuczynski y varios de los ministros, además de la vicepresidenta Mercedes Aráoz, quien reconoció haber sido víctima de violencia psicológica. 

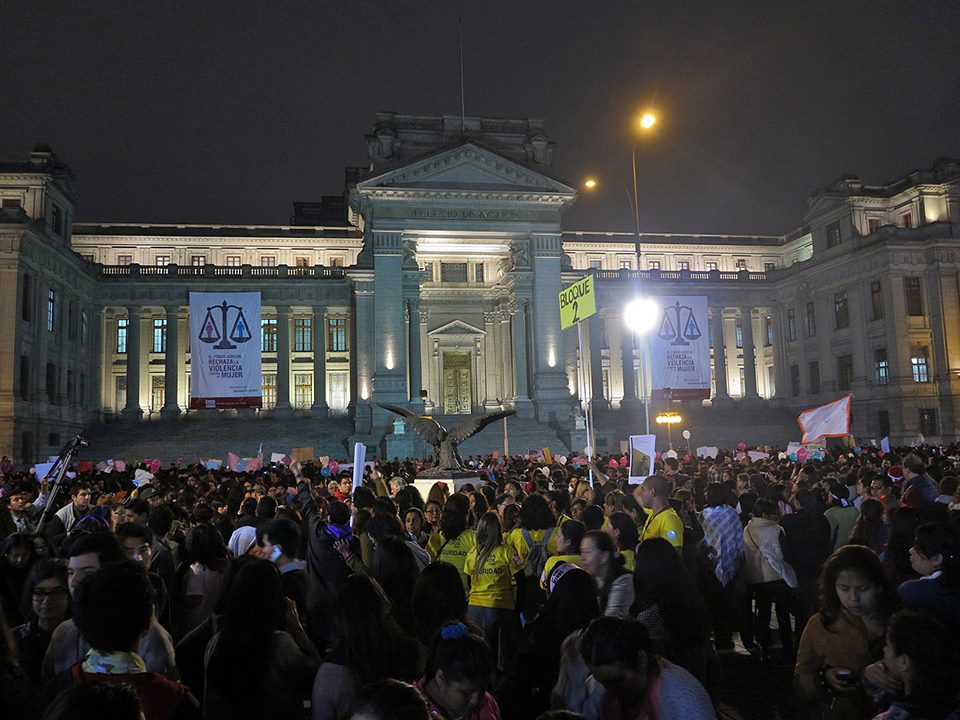
Marcha Ni una Menos Perú, 13 de agosto de 2016. Concentración final frente al Palacio de Justicia.

El 13 de agosto de 2017 se celebró la segunda marcha Ni Una Menos. Entre las demandas se planteó la despenalización del aborto, la promulgación de una ley de identidad de género e igualdad de derechos para las mujeres transexuales, así como el incremento de penas para los casos de feminicidio.
El 25 de noviembre de 2017 se celebró una nueva marcha en la que participaron de nuevo la vicepresidenta y varias ministras.
El 1 de junio de 2018 se llevó a cabo una nueva marcha frente al Palacio de Justicia de Lima en Lima luego del fallecimiento de Eyvi Ágreda ese mismo día, una joven de 22 años atacada con gasolina y luego incendiada por su agresor el 22 de abril de 2018.
El 11 de agosto de 2018 se celebró otra marcha masiva con el hashtag #MujeresxJusticia en Lima y otras ciudades como Arequipa, denunciando la actuación de jueces y fiscales en los casos de violencia contra las mujeres. También reclaman destituir al juez César Hinostroza por las grabaciones que revelan que había mantenido negociaciones en un caso de violación sexual contra una menor. Además, demanda revisar inmediatamente todas las resoluciones vinculadas con la violencia machista emitidas por este juez.

## Repercusión en Europa

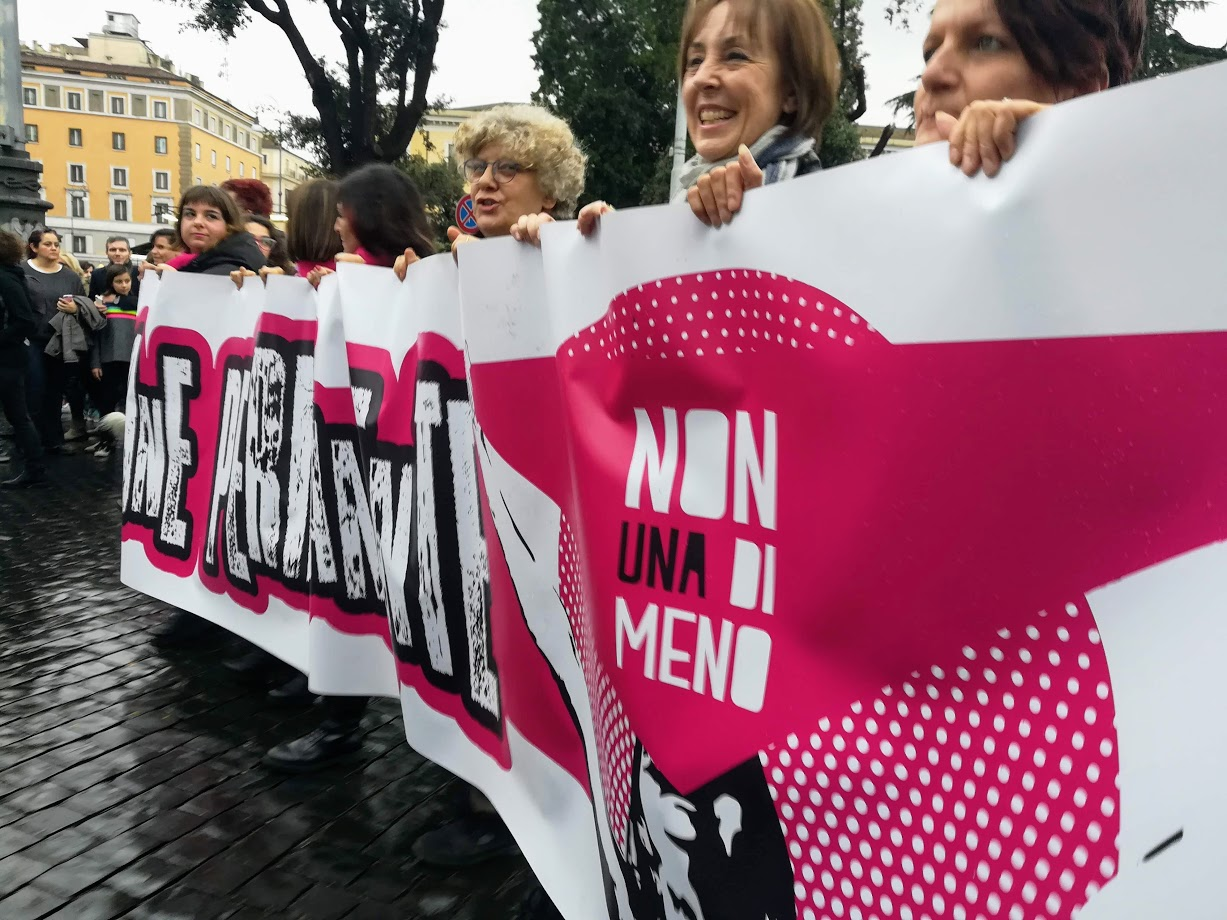
Manifestación Non Una Di Meno en Roma de 2018

Con motivo del Día Internacional de la Mujer, el 8 de marzo de 2018, Oxfam IBIS, Copenhague en Dinamarca, se centró en el movimiento latinoamericano NiUnaMenos. El evento tenía como objetivo "entender el movimiento de las mujeres latinoamericanas". El programa incluyó una bienvenida e introducción por parte de Misha Wolsgaard-Iversen, coordinadora para América Latina de Oxfam IBIS, y la proyección de una entrevista por skype con Ilena Lingua, defensora de la igualdad de género en Argentina.
Al final del programa, hubo un debate abierto entre los participantes.
El 8 de marzo de 2017, en el marco del Paro Internacional de Mujeres, marcha por primera vez en Viena "Ni Una Menos Austria", trayendo el eco de los reclamos de ese momento particular en Argentina a ser visibilizados en Austria, como también con la intención de difundir e incorporar los conceptos de "femicidio" y "sororidad",  al activismo feminista en este país.

## Otras repercusiones

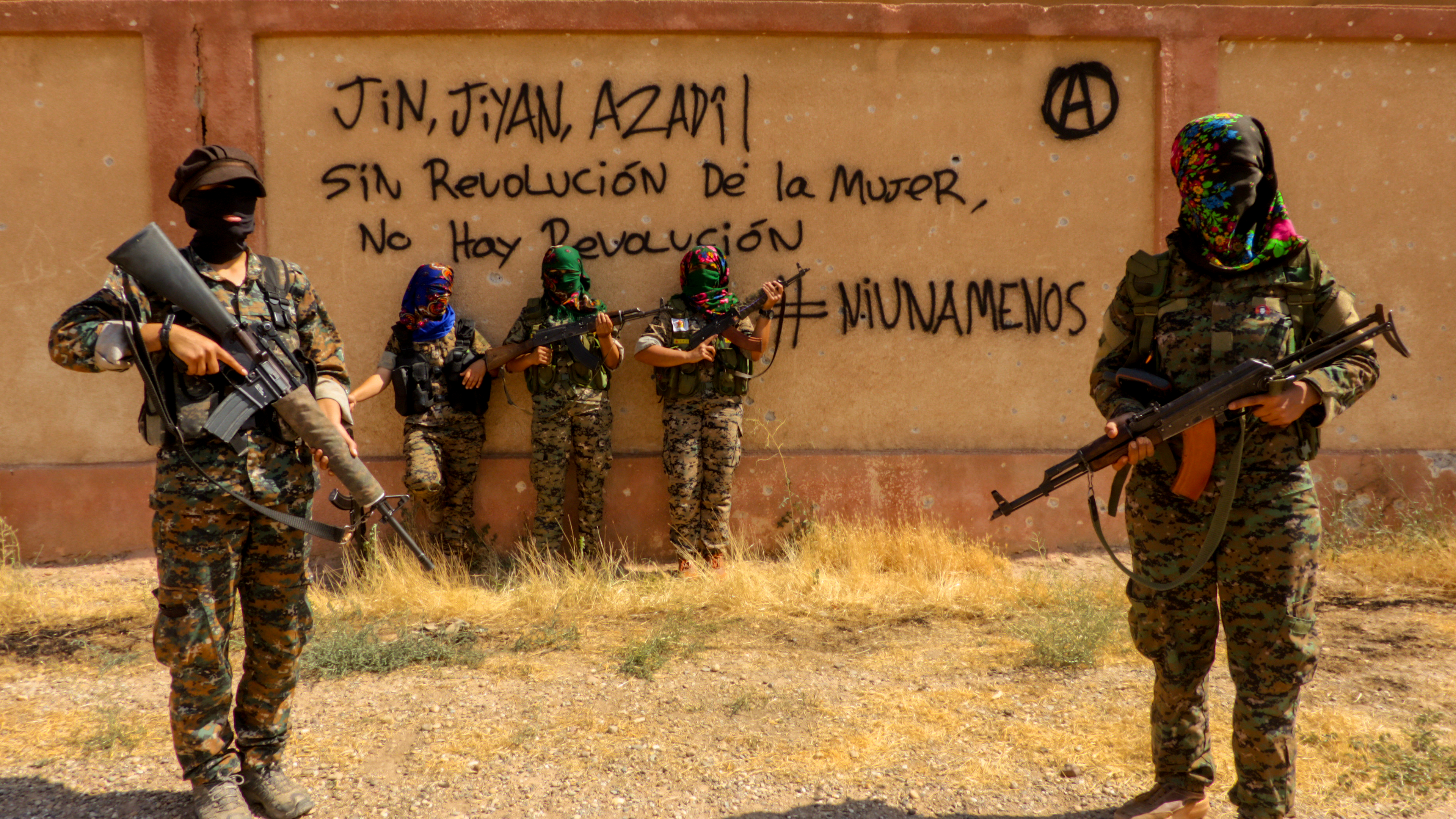
Mujeres combatientes de las Unidades Femeninas de Protección y la Brigada Internacional de Liberación, contra el Estado Islámico, en apoyo a Ni Una Menos en Raqqa, Siria en 2017.

En 2016, los científicos argentinos Julián Petrulevicius y Pedro Gutiérrez le dieron el nombre de Tupacsala niunamenos a una especie de libélula encontrada en la provincia de La Rioja.
En 2020 se agregó la categoría #niunamenos al Festival de Cine Feminista Vierte Welle en Berlín, Alemania.

## Amenazas y hostigamiento a feministas
Desde marzo de 2023, la periodista Luciana Peker denunció públicamente que estaba recibiendo amenazas de muerte contra ella, contra la actriz Thelma Fardin y otras referentes de Ni Una Menos.   Tras la llegada de Javier Milei a la presidencia, Peker anunció su exilio considerando que no era seguro para ella permanecer en la Argentina.  